# باربارا همیلتون
باربارا همیلتون (به انگلیسی: Barbara Hamilton) (زاده ۱۱ دسامبر ۱۹۲۶ – درگذشته ۷ فوریه ۱۹۹۶) یک هنرپیشه کانادایی در سینما، تلویزیون، تئاتر و رادیو بود.
پس از تحصیل در مؤسسه کالج براکویل، او به دانشگاه تورنتو رفت و در آنجا اجراهای اولیه او در تئاتر هارت هاوس به نمایش درآمد. او برای ایفای نقش در فیلم‌ها و سریال‌های تلویزیونی مانند نقش اولالی باگل در سریال قصه های جزیره شناخته می‌شود. اجرای تئاتر او شامل  برفک بهار است. او همچنین برای نقش آفرینی ماریلا کاتبرت در تولیدات کانادایی و وست اند آن در گرین گیبلز شناخته شده‌است.
همیلتون در سال ۱۹۹۶ در اثر سرطان سینه در سن۶۹ سالگی درگذشت. در آن سال، اتحادیه هنرهای نمایشی تورنتو جایزه باربارا همیلتون را برای قدردانی از کسانی که در هنرهای نمایشی برتری داشتند، تأسیس کرد.